# Larviksfjorden
Larviksfjorden är en fjord i Norge som ligger i Larviks kommun i Vestfold och Telemark. Fjorden är knappt 8 km lång och i genomsnitt 100 m djup. Utanför mynningen ligger Svenner fyr, och på västra sidan av mynningen Stavernsodden fyr. Vid mynningen är fjorden ca 3 km bred, den smalnar gradvis av inåt mot Larviks stad i fjordbotten. På stadens östra sida mynnar Numedalslågen ut, i fjordbotten Farriselva.

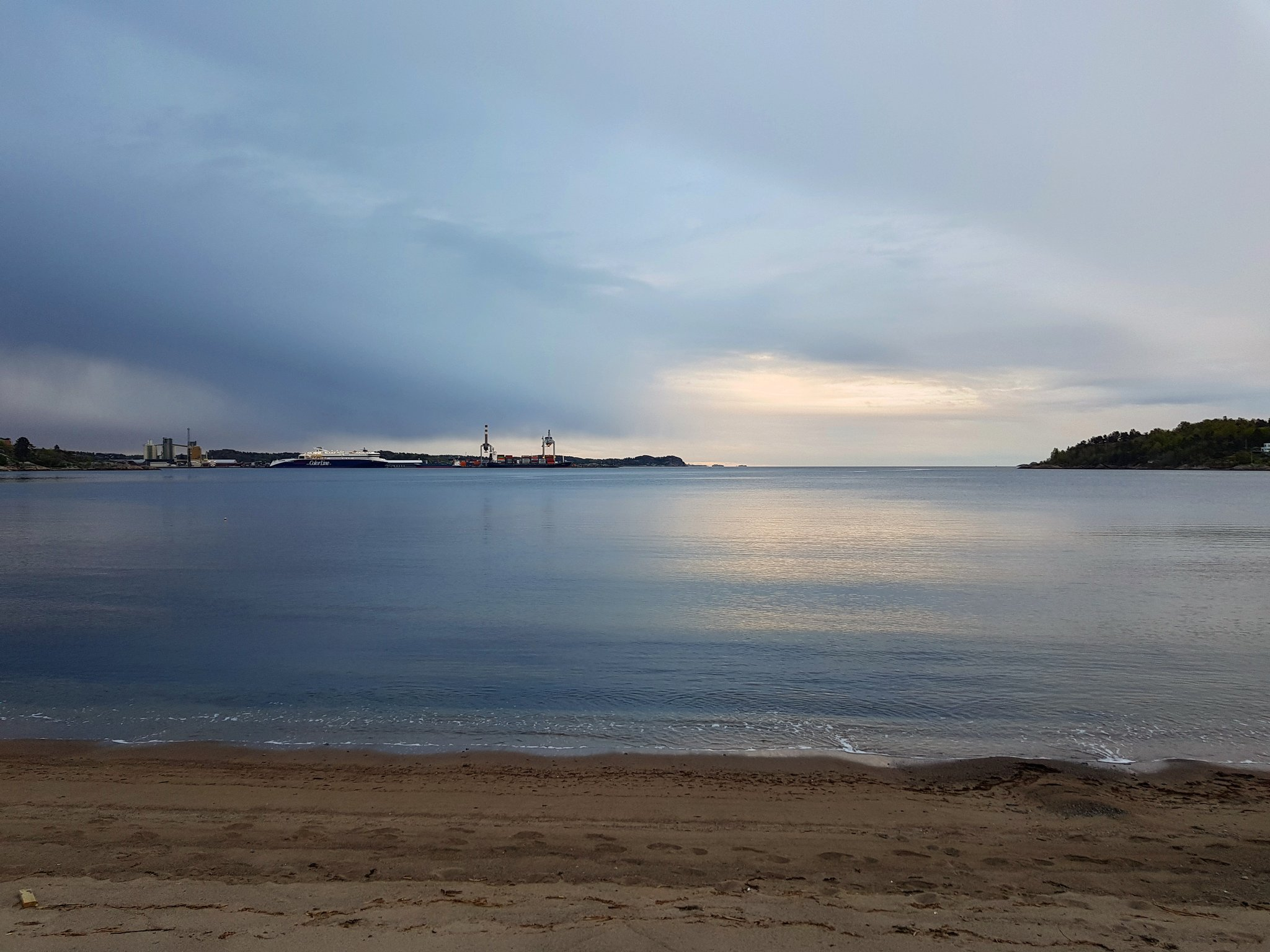
Larviksfjorden